# Tercet Egzotyczny
Tercet Egzotyczny – polski zespół muzyczny, powstały w 1963 roku, wykonujący muzykę pop w stylu latynoamerykańskim. Założycielem grupy był Zbigniew Dziewiątkowski, a główną wokalistką przez cały okres istnienia była Izabela Skrybant-Dziewiątkowska. W latach 70. zespół zaczął posługiwać się nazwami Grupa Wokalna Izabelli oraz Isabella's Vocal Group, a na rynkach zachodnich był znany jako Exotic Trio. Grupa była znana nie tylko w Polsce i występowała także w innych krajach Europy, Ameryce Północnej i Południowej, Azji oraz Australii. Największym przebojem zespołu była piosenka „Pamelo, żegnaj”. Obok Trubadurów był to najdłużej działający zespół muzyczny w Polsce. Zbigniew Dziewiątkowski zmarł w 2002 roku, a w 2019 Izabela Skrybant-Dziewiątkowska, co definitywnie zakończyło działalność Tercetu Egzotycznego.

## Historia
Tercet Egzotyczny powstał jesienią 1963 we Wrocławiu z inicjatywy kompozytora i gitarzysty Zbigniewa Dziewiątkowskiego, który wcześniej, od 1958 roku, występował z Witoldem Antkowiakiem jako Duet Egzotyczny. Według innych źródeł, rok powstania waha się jednak między 1964 a 1966. Za pośrednictwem Szymona Szurmieja, Dziewiątkowski poznał Izabelę Skrybant, wówczas występującą w Operetce Wrocławskiej, i zaprosił ją do pracy w zespole. Artystka zgodziła się, a para wkrótce związała się z sobą także prywatnie. Do pierwszego składu zespołu wszedł również drugi gitarzysta, Mieczysław Metelski, a pierwszy koncert Tercetu odbył się jeszcze w tym samym roku w Zakopanem. Grupa występowała w Radio Wrocław, a także w audycji Podwieczorek przy mikrofonie. Autorem muzyki do większości piosenek był sam Dziewiątkowski. Zespół wyróżniał się charakterystycznym wizerunkiem, na który składały się meksykańskie stroje i sombrera.
W marcu 1966 Tercet wyjechał po raz pierwszy do USA, w ramach trasy koncertowej Parada Polskich Gwiazd razem z takimi artystami jak m.in. Skaldowie i Sława Przybylska. Występy zespołu spotkały się z bardzo przychylnymi recenzjami, a następnie grupa wystąpiła w nowojorskich salach Carnegie Hall i Radio City Music Hall. Dziennik The New York Times opublikował recenzję oznajmiającą, że Tercet Egzotyczny wykonuje utwór „Cucurrucucú paloma” lepiej niż oryginalny wykonawca Harry Belafonte. W 1966 roku ukazał się też pierwszy album zespołu, zatytułowany Tercet Egzotyczny, na którym znalazły się zarówno hiszpańskie klasyki, jak i polskie utwory. Wśród nich pojawiła się piosenka „Pamelo, żegnaj”, która stała się największym hitem grupy. Po sukcesach za granicą muzykom zaproponowano współpracę ze Służbą Bezpieczeństwa, co jednak zespół zdecydowanie odrzucił. Po odmowie Tercet stale spotykał się z negatywnymi opiniami i nagonką polskiej prasy.
W 1972 roku Mieczysława Metelskiego zastąpił Zbigniew Adamkiewicz i w takim składzie trio wydało album Zimowe strofy, składający się z autorskich kompozycji bożonarodzeniowych. Płyta ukazała się pod nazwą Grupa Wokalna Izabelli, którą zespół posługiwał się przez następnych kilka lat zamiennie z Isabella's Vocal Group. W 1974 roku łączna sprzedaż płyt Tercetu w Polsce przekroczyła milion egzemplarzy.
Dzięki zbiegowi okoliczności 14 marca 1980 zespół uniknął udziału w katastrofie lotniczej na Okęciu, w której zginęła m.in. Anna Jantar. Choć grupa miała początkowo wracać do Polski tymże lotem, na dzień przed wylotem muzycy zgodzili się na przedłużenie pobytu w USA o miesiąc. W 1983 roku Izabela i Zbigniew pobrali się. W 1987 roku zespół wydał płytę Coctail party. Krytyk Jan Poprawa opublikował na łamach Przekroju negatywną recenzję albumu.
W latach 90. polskie media zaczęły bardziej przychylnie postrzegać twórczość zespołu. W sierpniu 1992 Tercet Egzotyczny po raz pierwszy w karierze wystąpił na festiwalu w Sopocie. W 1993 roku medley „Gorące rytmy” dotarł do 2. miejsca na liście przebojów tygodnika Panorama, a nagranie „Czerwona kredka” do miejsca 5. Oba utwory pochodził z nowej płyty Zostaniemy na tej ziemi... wydanej w tym samym roku. W 1994 ukazała się płyta Tysiące miast, miliony chwil, a pochodzący z niego utwór „Popłyniemy tam” uplasował się na 4. miejscu listy przebojów Panoramy. W 1995 roku zespół nagrał album The Best Of... składający się z nowych wersji starszych przebojów, a rok później wydał płytę Uśmiechnij się Fernando czyli Dance Dance Dance z przebojem „Dance – Conga, bonga i cabasa”. W 1997 wydana została płyta Niech żyje nasz orzeł biały! zawierająca utwory patriotyczne.
W lipcu 1999 roku zespół zarejestrował koncert na plaży w Karwi, w którym wziął udział także kubański zespół José Torresa, chór laureatek Szansy na sukces oraz Szymon Majewski w roli prowadzącego. Widowisko zostało wyemitowane we wrześniu na antenie TVP2 jako Egzotyczne lato z Tercetem i na prośby telewidzów zostało później wielokrotnie powtarzane.
Wiosną 2000 zespół po raz pierwszy udał się w trasę koncertową po Australii, a w 2001 roku ukazały się reedycje czterech pierwszych albumów Tercetu na płytach kompaktowych. 3 czerwca 2001 zmarł Zbigniew Adamkiewicz, a pół roku później – 14 stycznia 2002 – odszedł założyciel i lider grupy, Zbigniew Dziewiątkowski. Mimo trudnej sytuacji Izabela nie rozwiązała zespołu i do współpracy zaprosiła dwóch nowych muzyków – basistę bluesowego Włodzimierza Krakusa i gitarzystę jazzowego Janusza Konefała. W 2002 roku, w uznaniu zasług fonograficznych, wytwórnia Polskie Nagrania wręczyła Tercetowi specjalne wyróżnienie w postaci diamentowej płyty. Wzięła również udział w reality show Willa Polsatu u boku Pawła Kukiza. W 2003 roku ukazała się płyta Nie płacz Pamelo, którą Dziewiątkowski skomponował jeszcze przed śmiercią.
Grupa po krótkiej przerwie ponownie wyruszyła w trasę koncertową, odwiedzając m.in. USA i Wielką Brytanię. Jesienią 2004 Izabela oraz jej córka Katarzyna wraz z mężem pojawili się na krótko w 5. edycji reality show Bar. W 2006 roku, z okazji 40-lecia zespołu, ukazała się składanka Greatest Hits z wybranymi piosenkami w nowych wersjach. 10 lipca 2009 ukazała się płyta zespołu Noc w Ekwadorze, natomiast w 2011 roku zespół wydał kolejny album Pijmy za miłość. Na płycie znajdują się premierowe utwory, wykonane przez Izabellę Skrybant-Dziewiątkowską, także w duecie z Katarzyną Dziewiątkowską.
W 2013 roku wydawnictwo Murator opublikowało książkę-album Tercet Egzotyczny. Moje życie, w którym opisano historię zespołu oraz biografię wokalistki. Z inicjatywy Roberta Zaborskiego, 17 sierpnia 2014 rozpoczęło działalność Muzeum Tercetu Egzotycznego w Lubiniu. W tym samym roku Izabela wystąpiła w filmie Obywatel wyreżyserowanym przez Jerzego Stuhra oraz ukazał się album pt. Świątecznie wydany przez wytwórnię Soliton, zawierający autorskie piosenki świąteczne i pastorałki. Nagrane zostały ponadto wideoklipy do utworów „Turystyczny rejs” oraz „Ile wieczorów”. W 2015 roku koncern Universal Music Polska wydał 3-płytowy, jubileuszowy album 50 lat legendy polskiej muzyki.
Latem 2017 roku zespół wydał nowy singel, „Nieposkromiona samba”, a we wrześniu po raz pierwszy w karierze wystąpił na festiwalu w Opolu, gdzie wykonał „Pamelo, żegnaj”. W 2018 roku Tercet wyruszył w trasę koncertową w USA po raz 50. Jesienią 2018 ukazała się ostatnia płyta Tercetu z premierowym materiałem, Nieposkromiona życia samba, a w Hali Stulecia we Wrocławiu miał miejsce koncert świętujący 55-lecie istnienia zespołu. 1 maja 2019, po półtorarocznej walce z rakiem trzustki, zmarła Izabela Skrybant-Dziewiątkowska, co przyniosło kres działalności grupy. 1 października we wrocławskiej Hali Stulecia odbył się koncert-hołd dla Izabeli i Tercetu Egzotycznego, zorganizowany przez Katarzynę Dziewiątkowską. W maju 2024 roku twórca Muzeum Tercetu Egzotycznego, za zgodą rodziny Izabeli Skrybant, przekazał wszystkie pamiatki po zespole do Muzeum Polskiej Piosenki w Opolu.

## Członkowie zespołu
- Zbigniew Dziewiątkowski (1963–2002)
- Mieczysław Metelski (1963–1971)
- Izabela Skrybant-Dziewiątkowska (1963–2019)
- Zbigniew Adamkiewicz (1972–2001)
- Katarzyna Dziewiątkowska (1999–2019)
- Janusz Konefał (2002–2019)
- Włodzimierz Krakus (2002–2016)
- Gaja Tyralska (2005–2019)
- Sławomir Marcinkowski (2016–2019)
- Ireneusz Mleczko
- Anna Dziewiątkowska

## Dyskografia

### Albumy studyjne
- 1966: Tercet Egzotyczny
- 1967: Gorące rytmy
- 1969: Tercet Egzotyczny 3
- 1971: La Cumparsita
- 1972: Zimowe strofy (jako Grupa Wokalna Izabelli)
- 1974: Isabella's Vocal Group (jako Isabella's Vocal Group)
- 1975: Chłopcy, których kocham (jako Isabella's Vocal Group)
- 1976: Wieczory zakochanych (jako Isabella's Vocal Group)
- 1980: W kawiarence na przystani (jako Grupa Wokalna Izabelli)
- 1987: Coctail party (jako Grupa Wokalna Izabelli)
- 1993: Zostaniemy na tej ziemi...
- 1994: Tysiące miast, miliony chwil
- 1994: Kolędy – Noc Betlejemska
- 1995: The Best Of...
- 1996: Uśmiechnij się Fernando czyli Dance Dance Dance
- 1996: Kulig do Pana Boga – Kolędy
- 1997: Niech żyje nasz orzeł biały!
- 1998: Szukam ciebie Izabello
- 2001: Egzotica
- 2002: O Marija
- 2002: W samo południe
- 2003: Nie płacz Pamelo
- 2009: Noc w Ekwadorze
- 2011: Pijmy za miłość
- 2014: Świątecznie
- 2018: Nieposkromiona życia samba

### Kompilacje
- 1995: Pamelo, żegnaj!
- 1998: Największe przeboje
- 1999: Platynowa kolekcja – Złote przeboje
- 2000: Złota kolekcja – Conga, bonga i cabasa
- 2003: Pamelo żegnaj – Perły
- 2006: Greatest Hits
- 2006: Tysiące miast, miliony chwil – The Best
- 2009: 40 przebojów
- 2015: 50 lat legendy polskiej muzyki

## DVD
- 2007: Live in Wrocław
- 2008: Tysiące miast, miliony chwil
- 2009: Noc w Ekwadorze